# Diana Mondino
Diana Elena Mondino (Córdova, Argentina; 8 de agosto de 1958) é uma economista e política argentina e a atual Diretora de Assuntos Institucionais da Universidad del CEMA. Nas eleições de 2023, foi eleita deputada nacional pela Cidade de Buenos Aires para o período de 2023-2027 pela coalizão A Liberdade Avança e foi escolhida como chanceler da Argentina pelo presidente Javier Milei para o período 2023-2027.

## Biografia
Diana Mondino nasceu em 1958 na cidade de Córdova, de uma família de origem piemontesa, irmã de Guillermo Mondino. Entrou no jardim de infância da Escola Pública Juan Zorrilla de San Martín, onde também cursou o ensino fundamental e médio. Estudou economia na Universidade Nacional de Córdoba, onde recebeu a medalha de ouro por seu desempenho acadêmico e melhor média. Mais tarde, fez doutorado em economia na mesma universidade, onde defendeu sua tese, mas não concluiu o doutorado por motivos burocráticos.
Aos 24 anos, mudou-se para a Espanha, onde fez mestrado em economia e marketing na IESE Business School em Navarra, formou-se em 1986. Em 2001, concluiu um mestrado na Columbia Business School, nos Estados Unidos em 2018, graduou-se em Educação Executiva na Yale School of Management e, em 2019, concluiu uma pós-graduação em Ética nas escolas de negócios da Universidade de Notre Dame. Ele fundou sua própria empresa, a Rysk Analysis, em 1991 e, posteriormente, trabalhou em várias empresas privadas, incluindo Loma Negra, S&P e Supervielle.
Em 2008, ela carregou a tocha olímpica em Pequim, na China, para os Jogos Olímpicos, depois de ter sido selecionada pela Lenovo em uma competição dede inovação, na qual venceu entre mais de 6.000 inscrições.
Mondino atualmente trabalha na UCEMA como professora de Finanças no curso de Bacharelado em Administração de Empresas e Marketing, entre outros cursos, inclusive para alunos internacionais. Ela também é Diretora de Assuntos Institucionais na mesma universidade.
Em 2023, entrou na política como candidata a deputada nacional por Buenos Aires pela coalizão La Libertad Avanza, depois que a lista da qual ela fazia parte obteve 17,81% nas primárias e 20,44% nas eleições gerais, foi eleita para o período de 2023-2027. Após o triunfo de Javier Milei nas eleições presidenciais de 2023 na Argentina, ela foi escolhida como ministra de relações exteriores da Argentina e irá tomar posse dia 10 de dezembro de 2023.
Foi demitida da chancelaria Argentina em outubro de 2024, após um voto na Organização das Nações Unidas contra o Embargo dos Estados Unidos a Cuba.